# Europastraße 264
Die Europastraße 264 (kurz: E 264) ist eine Europastraße des Zwischennetzes in Estland und Lettland.

## Verlauf
Die Europastraße 264 beginnt im Norden an der Europastraße 67 in Jõhvi und verläuft zugleich als estnische Põhimaantee 3 (Nationalstraße 3) über Tartu, wo sie die Europastraße 263 (zugleich estnische Põhimaantee 2) (Nationalstraße 2) kreuzt, die Grenzstädte Valga/Valka und weiter als lettische Fernstraße Autoceļš A3 über Valmiera nach Inčukalns, wo sie auf die Europastraße 77 (Autoceļš A3) trifft.